# 林昶佐
林昶佐（1976年2月1日—），臺灣重金屬創作歌手、政治人物，現任中華民國駐芬蘭代表。
為閃靈樂團創始團員，並擔任主唱。曾任立法委員，為時代力量創始成員，並為第一任黨主席、時代力量立法院黨團幹事長。2023年加入民主進步黨。
2007年獲頒第四屆總統文化獎青年創意獎獎項，也曾於英国重搖滾音樂雜誌《Terrorizer》讀者票選活動中，被選為「全球最佳主唱」第三名；。2010年至2014年間擔任國際特赦組織臺灣分會會長。

## 早年
林昶佐出生於臺北市城中區，祖母是苗栗縣客家人，外祖父黃本根為二二八事件受難者，母親黃惠英和弟弟林昶佑皆為會計師，表姊為民進黨立委何欣純。四歲開始學習鋼琴，小學與中學時期，參加學校合唱團擔任鋼琴伴奏。初中就讀於臺北市立懷生國民中學，畢業後考進臺北市私立延平高級中學，在高中老師建議之下開始閱讀玉山社和前衛出版社等關於臺灣文化和黨外運動的書籍後，而所以認同台灣本土理念支持台灣獨立運動。在高中一年級時學習吉他，曾於樂團擔任吉他手，就讀國立臺北大學企業管理學系時期，於1996年至1998年間擔任閃靈樂團的主唱兼吉他手。

## 音樂生涯
高中時代，組團翻唱槍與玫瑰、Skid Row等美國搖滾音樂為主。於閃靈樂團時以死亡金屬、黑金屬唱腔為主，其嘶吼唱腔為其特色，曾客席演出濁水溪公社的《娜魯灣》、大支的《最後一首歌》，並與美國Megadeth樂團前吉他手Marty Friedman合組鐵色克隆X樂團發行日語專輯，並登上日本公信榜、亞馬遜流行音樂排行榜。曾在閃靈首張專輯歌曲《海息》、民謠專輯《失竊千年》、南方紀事電影主題曲《浮世夢》、《逆轉·勝》、鐵色克隆X首張專輯歌曲中以一般唱腔演唱。電視綜藝節目《全民最大黨》的九孔模仿林昶佐時，則強調嘶吼的特色。
自1995年開始策劃音樂活動、演唱會、音樂節、音樂國際交流。其參與策劃之野台開唱、大港開唱等活動常配合推動文化相關法案、音樂公共議題。於2005年三合一選舉過程中，與許多台灣音樂人、策展人共同成立「音樂文化公民聯盟」，要求候選人推出音樂文化相關政策。
除了個人演藝事業及演唱會策展以外，林昶佐也隨台灣歌手、樂團前進國際音樂市場，促成音樂與新科技合作的跨界平台，例如台灣第一個音樂募資頻道「Free Bird」，包括以莉·高露、林生祥、回聲樂團等歌手都透過該平台籌備唱片。
2025年，林昶佐擔任大港開唱特別企劃「再會陳一郎：相逢大港邊」節目監製、與音樂總監：金獎製作人柯智豪，邀請黑狼黃大旺、金曲新人洪佩瑜、樂團 A Root 同根生登台獻唱，另外還加入薩克斯風手謝明諺，結合三立電視台授權之陳一郎演出影像片段，透過 AI 數位科技技術，重現「酒國歌王」陳一郎傳奇風華。

## 社運
2006年，表達「支持台獨，不是支持泛綠」，且在訪問中表示「期盼泛藍、國民黨、親民黨一起加入捍衛台灣主權的行列。」。2007年9月，獲任命為二二八基金會董事。2009年9月，於美國拜訪曾三度獲提名諾貝爾和平獎的维吾爾族人權運動領袖熱比婭·卡德爾。2010年，獲選為國際特赦組織台灣分會理事長，推動台灣分會改革，廢除讓台灣國家定位尷尬的國際備忘錄，並在國際會員大會當選為亞太主席代表。2014年任滿兩屆卸任。

## 立法委員

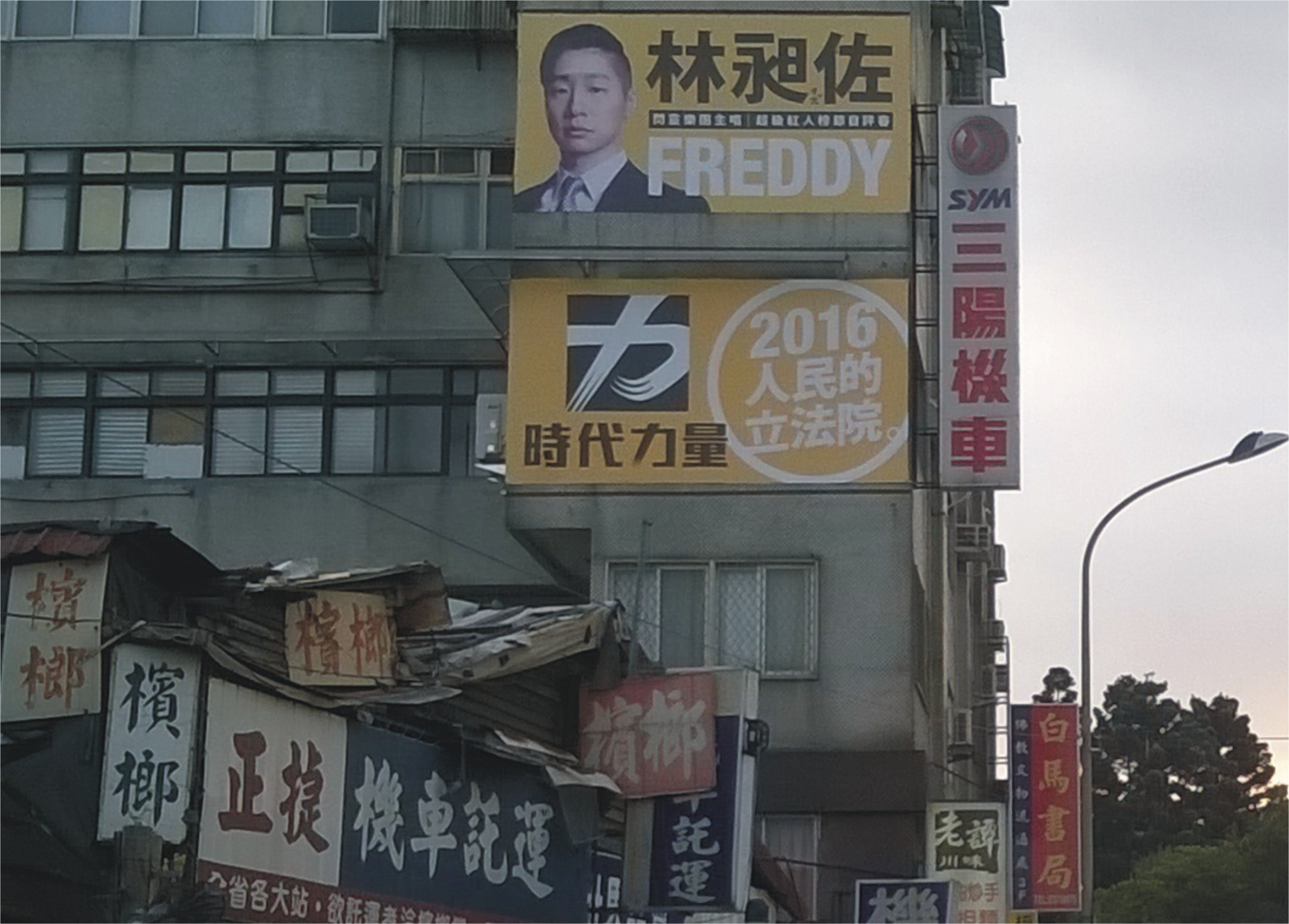
2016年中華民國立法委員選舉期間林昶佐的競選廣告

2015年1月25日，與林峯正等人宣布成立時代力量。3月19日，宣布參選臺北市第五選舉區立法委員。
林昶佐的在競選時被對手林郁方指控支持毒品合法化，林昶佐否認自己支持毒品合法化，表示這是扣帽子、不講道理的妄加揣测。
林昶佐最終在臺北市第五選舉擊敗林郁方，順利當選；被媒體封為世上首位獲選成為國會議員的重金屬搖滾歌手。

### 第九屆
針對2018年中華民國地方公職人員選舉，台獨聯盟主席陳南天推舉林昶佐是臺北市市長候選人的優秀人選。林昶佐未正面回應是否參選，僅稱做好立委的工作。後林昶佐並未參選，只在市長選舉中與時任市長柯文哲保持相對良好的關係。該次台北市議員選舉，由林昶佐輔選的林穎孟、林亮君和黃郁芬皆順利當選台北市議員。
2019年8月1日，林昶佐宣布退出時代力量。

### 第十屆
2020年立法委員選舉，林昶佐以無黨籍身分連任。
2020年下旬，針對時代力量高雄市議員黃捷的罷免案成立，林昶佐擔任「反罷捷」要角，也負責與民進黨溝通、討論。最終黃捷罷免案失敗。
同年林昶佐也遭遇罷免。2021年COVID-19疫情期間，林昶佐被批評辦事不力。臉書上意圖罷免林昶佐的粉專聲勢上漲，展開對林昶佐的罷免。同年12月3日林昶佐罷免案成立，最終因同意票數未達同意罷免門檻，罷免未通過。
2023年時林昶佐宣布因家人罹患罕見疾病，為陪伴家人而放棄連任。同年11月，林昶佐在時任民主進步黨主席賴清德引薦下正式加入民進黨。民進黨推派吳沛憶參選臺北市第五選舉區立法委員，林昶佐擔任其競選總部主任委員，助吳沛憶順利當選接棒。

## 駐芬蘭代表
林昶佐在2025年時獲總統賴清德任命為駐芬蘭代表，身為重金屬樂團主唱與擔任立委時的外交經歷被認為是其獲任的原因。

## 政治組織
2020年10月林昶佐退出時代力量後，與立法委員賴品妤、洪申翰、基隆市議員張之豪、台北市議員林穎孟、林亮君、黃郁芬、新北市議員戴瑋姍、苗栗縣議員曾玟學、台中市議員黃守達、高雄市議員黃捷、高閔琳等人組成「二〇四六 台灣」。
「台灣國會香港友好連線」，以長期支援港人的林昶佐為會長、民進黨立委洪申翰為副會長。名單也罕見遍佈各黨派，包括民進黨39名立委、時代力量立委王婉諭及邱顯智、台灣基進立委陳柏惟、民眾黨立委邱臣遠。此外，也有徐志榮、廖國棟、陳玉珍等三名國民黨立委參與。
「台灣國會西藏連線」由林昶佐擔任會長，民進黨立委劉世芳、洪申翰、范雲，台灣基進立委陳柏惟、時代力量立委邱顯智等跨黨派立委加入外，財團法人達賴喇嘛西藏宗教基金會董事長達瓦才仁、西藏台灣人權連線理事長札西慈仁也於成立大會出席支持。

## 政治觀點

### 國際
林昶佐經常參與國際上各式論壇，並呼籲各國政要支持台灣、抵抗獨裁。
2017年1月，林昶佐赴美參與川普就職典禮台灣代表團，表達期盼台美外交的正常化能推進，加深雙邊理解與合作，也表示希望在川普任內，性別平等、反族群歧視、環保、社會正義...等價值能不要倒退。並接受美國VOA衛視專訪，認為在國際的棋局中，台灣應有自主性，做「自己會動的棋子」。
2023年9月，前往捷克布拉格與30國、逾50位國會議員共同參與IPAC會議，並為會後記者會7位代表之一。

### 兩岸
2016年2月23日，林昶佐首次質詢行政院院長張善政及大陸委員會主任委員夏立言時表示，海峽兩岸關係並無對等尊嚴，若按馬英九政府九二共識邏輯，對岸應叫「中華北京」。
林昶佐認為，內政委員會每天的討論中，中國因素的佔比非常低，反而是外交及國防委員會每天討論的議題都與中國有關，陸委會幾乎每天都要列席。不僅如此，陸委會通常僅指派副主委或者事務官來國防外交委員會備詢，無法直接質詢主委，對委員會的效率造成相當的折損。時代力量黨團已於2017年5月16日提案將陸委會移至外交國防委員會的審查範疇中。
2017年3月，台灣人權工作者李明哲在中國大陆失蹤，林昶佐在質詢陸委會時，表示中國大陆方面「根本不信守2009年與我方簽訂的司法互助協議，更違反人道原則」，並要求跟國際間關注中國「被失蹤」事件的組織建立並維持關係，研擬遭受中國大陆不平等待遇時的制裁手段。
2018年4月30日，林昶佐接受華盛頓郵報專訪表示，「台灣是一個獨立國家，這是無庸置疑的，我們不想附屬在其它國家之下。」並強調，最重要的是打造一個更好的台灣，「我們不想和中國爭鬥，這是我們自己的事情，不關他們的事。」
2019年3月25日，針對高雄市市長韓國瑜拜會「中聯辦」，林昶佐表示，「中聯辦」不僅有一國兩制的高度政治意涵，且就連香港特首也會極力迴避進出；再者，「中聯辦」是北京政府代表單位，這跟原先說要「拚經濟」的目的沒有相當。

### 轉型正義
2017年10月蔣萬安對中正紀念堂轉型公開持正面看法後，林昶佐表示：「若能由蔣委員引導國民黨面對轉型正義的工程，支持中正紀念堂的轉型，別再繼續對轉型正義杯葛、扭曲，這是很正面的事情。」
2018年3月15日，林昶佐基於國史館所代表的官方修史為傳統正統論，與現代的歷史教育、歷史研究相違背，故提出廢止《國史館組織條例》，現有國史館是業務移至檔案管理局，而檔案管理局應參照其他國家經驗，由現行隸屬國家發展委員會改隸屬文化部。

### 人權
2018年6月6日，林昶佐肯定外交部、移民署及陸委會讓中國維權人士黃燕來台短暫安置，彰顯台灣「自由民主與人道精神」。同時也呼籲應推進「難民法」的制定，提供受迫害的人們更健全的庇護。
2018年10月3日，林昶佐於立法院外交及國防委員會中，請求清查金門東崗慘案的罹難者資料，以便聯繫越南代表處協尋家屬致歉；但國防部長嚴德發以部隊依戒嚴時期處理步驟SOP規定執行、且已法辦為由，不表同意；國防部後續答覆：「年代久遠，已難得知亡者身份，故無法進一步處理」，而成為中華民國政府自1987年解嚴後31年來對此案首次亦即唯一正式紀錄。。

### 性別平權
林昶佐擔任立法委員時積極推動同性婚姻、收養非婚生子女等平權措施。他雖希望以修訂民法親屬篇達到實質平等，但後為全力支持政院版同婚草案通過而未提出自身同婚法案。

### 勞工
2016年6月24日，華航爆發空服員罷工，林昶佐要求新政府不僅應整頓華航，更應通盤檢視公股企業。「國營、政府轉投資企業應要有帶頭作用，讓社會知道勞動權益的重要性；不過從他過去質詢的經驗看來，感受到的卻是「僵化的官僚體制」。」
2018年1月12日，林昶佐認為《勞動基準法》修正後所新增的32-1條規定加班換補休期限「由勞雇雙方協商」，同一條又僅限定「補休期限屆期」或「離職」時，若仍未補休完畢才需給付加班費。意味著可能導致勞工拿不到加班費又沒有補休，這是很嚴重的漏洞，行政院應自行提出覆議。

### 年金改革
2016年9月，時代力量針對年金議題召開記者會，林昶佐表示，年金改革應重視世代正義，「很多年輕一代都有致電給他的辦公室，表態若改革沒有顧慮到世代正義，他們連退撫金都不想要繼續繳」。2017年3月，時代力量公布年金改革版本，林昶佐表示「18%沒有法源依據應該要盡速歸零，沒有理由存續，更不符合社會對於公平正義的期待」。
2018年3月15日，林昶佐於質詢時揭露，中、少將層級的退伍軍人，至今仍在領取沒有法源依據的「安置顧問差額」，沒有當公營事業單位顧問也能領，人人有獎，每人最高可領4萬2000元，被視為退休俸的一部分，要求國防部在軍人年金改革草案中必須將這些沒有法源的給付「一次處理」。國防部資規司代理司長劉靖中回應表示，在年改方案已將這些事情處理，會符合社會公平正義，沒有問題。

### 開放國會
2020年5月19日，林昶佐邀集跨黨派委員共同提出「開放國會行動方案」決議案，將促進立法院的資訊更公開透明，讓人民更能參與立院議事並監督立委，同時也將推動與78國組成的國際組織「開放政府夥伴聯盟」的「開放國會」更多交流，促進國會外交。2020年6月2日，立法院宣布動開放國會行動方案，並由林昶佐擔任召集人。2021年3月9日，經過「開放國會委員會OP-MSF」共24席成員長達半年的努力，立法院宣布公布開放國會行動方案。

### 其他
2016年4月6日，立法院針對《護照施行條例細則》進行審議。林昶佐質詢時指出，倘若護照封面上貼貼紙，會造成護照真偽的問題，那是否也要修法規範外國人來台入境時，如果護照上有貼紙，也應被我國政府約談或是遣返？護照上貼貼紙不必然會有護照真偽之問題，應是人民的言論自由。並表示自己旅行30多國，護照上有貼紙標注，在國際間大多都不會遭受什麼問題。最後委員會初審決議將外交部於2015年新增的「護照封面貼紙」條款刪除。

## 爭議
2008年3月，林昶佐發表支援臺灣棒球奧運代表隊的歌曲「逆轉勝」，並為當時臺灣青年逆轉本部支持謝長廷競選總統的廣告歌曲。唱片封底被媒體指出未經告知擅用棒球國手林智勝的肖像權，之後林昶佐與La new球團劉保佑董事長聯合召開記者會，化解爭議。
2016年3月28日，針對內湖女童命案，過去表態支持廢死的時代力量立委林昶佐僅以「感到憤怒、難過」回應，避而不談是否繼續支持廢死。對此，國民黨青年團前總團長徐巧芯痛罵林昶佐不負責任，「遇到重大事件時，不僅不敢捍衛自己的主張，也不願改變原本的立場。」。並且林昶佐曾任2012-2014國際特赦組織臺灣分會理事長。
2021年6月18日，攸關台灣疫情破口的立法院第10屆第3會期426號提案公布機組人員3+11檢疫政策決策過程的議案中，投下反對票，同意政府不需要公開決策過程，引起議論。林昶佐在罷免答辯書中指出，立法院各黨黨團早已於 2021 年 6 月 18 日取得共識並決議，明確要求行政院就「3+11」決策釐清過程，在 3 個月內成立調查小組，提出書面調查報告。且行政院亦於 2021 年 9 月17 日向立法院送交「國籍航空機組員隔離「3+11」決策過程專案報告」，再於 9 月 24 日送交「補充報告」。本人完全支持此項決議，也支持釐清真相。再者，行政院交送調查報告後，立法委員本於職責，應質詢行政院長蘇貞昌院長，以釐清調查報告是否有錯誤甚至隱匿真相之處。故立法院於 2021 年 9 月 17 日，排定蘇貞昌院長赴立法院口頭報告並接受立法委員質詢，但遭部分國民黨人士杯葛。9 月 24 日再度赴立法院，再次遭到杯葛，立法委員無法提出質詢。本人始終認為應透過質詢嚴格監督政府，完全未參與杯葛，並無領銜人所謂反對調查、隱匿真相之情事。
2021年7月3日，228國家紀念館首任館長、二二八受難者家屬廖繼斌表示，林昶佐在第6屆2年任期15次的董事會中只出席過1次。林昶佐回應指出，2007年在二二八紀念基金會盛情邀約下出任董事，曾據實稟明因工作多在國外難以參與固定會議，但只要人在台灣皆盡量參與基金會活動。

## 網路節目
林昶佐與吳怡農妹妹Emily Wu共同主持全英文Podcast節目「政治重金屬」，結合金屬搖滾樂，暢聊政治時事。內容多元吸引美國、德國、英國、香港、澳洲的聽眾收聽，首集上架當天就登上Apple Podcasts總排行榜第6名、新聞評論類排行榜第1名。

## 個人生活
林昶佐與閃靈樂團團長葉湘怡結婚，兩人育有一女。數位發展部部長唐鳳為其多年友人。林昶佐曾公開談及成長期間遭遇父親家暴，並因此留下身心創傷。他在媒體專訪中指出，求學時期因父親暴力而多次受傷，亦因此罹患焦慮症等身心症狀，成年後透過音樂、創作與公共事務逐步面對並處理相關議題。林昶佐表示，分享自身經驗是希望社會能以正確態度看待家暴問題，並為其他受害者提供勇氣與陪伴。隨著父親過世及家庭關係變化，他已選擇原諒父親，並將持續關注與協助家暴受害者。

## 演出作品

### 電影
| 年份   | 片名               | 角色   | 合作演員 |
| 2005年 | 南方紀事之浮世光影 | 黃清埕 | 張鈞甯   |
| 2017年 | 衝組               | 自己   | 蔡昌憲   |

### 電視劇
| 年份   | 頻道       | 劇名     | 角色       | 合作演員 |
| 2022年 | 民視無線台 | 孟婆客棧 | 轉世葉天祥 | 彭婷羚   |

## 出版作品

### 書籍
| 出版日期 | 書名                                       | 作者                   | 出版社             | ISBN                   |
| 2006年   | 《閃靈王朝：十年搖滾全紀錄》               | 閃靈樂團著，邱立崴整理 | 台北：圓神         | ISBN 986-133-134-4     |
| 2008年   | 《這就是Guts！：夢想這回事，從來沒有句點》 | 閃靈樂團著             | 台北：圓神         | ISBN 978-986-133-239-0 |
| 2014年   | 《戰後五七八天》                           | 閃靈樂團、邱立崴著     | 台北：玉山社       | ISBN 9789862940877     |
| 2015年   | 《是在大聲什麼—林昶佐的衝組大進擊！》      | 邱立崴、吳逸駿著       | 台北：遠足文化出版 | ISBN 9789869235150     |

## 獎項紀錄
| 年份 | 獎項名稱                     | 結果       |
| ---- | ---------------------------- | ---------- |
| 2007 | 第四屆國家文化總會文化獎     | 青年創意獎 |
| 2009 | 第九屆國立台北大學傑出校友獎 | 獲獎       |
| 2014 | La Vie台灣百大文化創意產業獎 | 獲獎       |
| 2018 | 廖宗述教授紀念獎             | 獲獎       |

| 年份 | 屆次             | 專輯         | 獎項             | 入圍                     | 結果 |
| ---- | ---------------- | ------------ | ---------------- | ------------------------ | ---- |
| 2003 | 第14屆金曲獎     | 《永劫輪迴》 | 最佳樂團獎       | 《永劫輪迴》             | 獲獎 |
| 2011 | 第2屆金音創作獎  | 《高砂軍》   | 最佳樂手獎       | 汪子驤《高砂軍》         | 獲獎 |
| 2012 | 第23屆金曲獎     | 《高砂軍》   | 最佳音樂錄影帶獎 | 〈皇軍〉                 | 提名 |
| 2013 | 第4屆金音創作獎  | 《武德》     | 最佳專輯獎       | 《武德》                 | 提名 |
| 2013 | 第4屆金音創作獎  | 《武德》     | 最佳樂團獎       | 《武德》                 | 獲獎 |
| 2013 | 第4屆金音創作獎  | 《武德》     | 最佳樂手獎       | 劉笙彙《武德》           | 獲獎 |
| 2013 | 第4屆金音創作獎  | 《武德》     | 最佳樂手獎       | 汪子驤《武德》           | 提名 |
| 2013 | 第4屆金音創作獎  | 《武德》     | 最佳現場演出獎   | 閃靈《台北NEO STUDIO》   | 提名 |
| 2013 | 第4屆金音創作獎  | 《武德》     | 最佳搖滾專輯獎   | 《武德》                 | 獲獎 |
| 2013 | 第4屆金音創作獎  | 《武德》     | 最佳搖滾單曲獎   | 〈暮沉武德殿〉           | 提名 |
| 2014 | 第25屆金曲獎     | 《武德》     | 最佳樂團獎       | 閃靈《武德》             | 提名 |
| 2015 | 第26屆金曲獎     | 《失竊千年》 | 最佳台語專輯獎   | 《失竊千年》             | 提名 |
| 2015 | 第26屆金曲獎     | 《失竊千年》 | 最佳樂團獎       | 《失竊千年》             | 提名 |
| 2015 | 第6屆金音創作獎  | 2015大港開唱 | 最佳現場演出獎   | 《閃靈2015大港開唱》     | 提名 |
| 2019 | 第30屆金曲獎     | 《政治》     | 年度專輯獎       | 《政治》                 | 提名 |
| 2019 | 第30屆金曲獎     | 《政治》     | 年度歌曲獎       | 〈烏牛欄大護法(望天版)〉 | 提名 |
| 2019 | 第30屆金曲獎     | 《政治》     | 最佳台語專輯獎   | 《政治》                 | 提名 |
| 2019 | 第30屆金曲獎     | 《政治》     | 最佳音樂錄影帶獎 | 〈烏牛欄大護法〉         | 提名 |
| 2019 | 第30屆金曲獎     | 《政治》     | 最佳作詞人獎     | 〈烏牛欄大護法(望天版)〉 | 提名 |
| 2019 | 第30屆金曲獎     | 《政治》     | 最佳樂團獎       | 《政治》                 | 獲獎 |
| 2019 | 第10屆金音創作獎 | 《政治》     | 最佳搖滾單曲獎   | 〈烏牛欄大護法〉         | 提名 |

| 年份 | 獎項名稱                               | 結果           |
| ---- | -------------------------------------- | -------------- |
| 1996 | 政大金旋獎                             | 季軍           |
| 1996 | 政大金旋獎                             | 最佳編曲獎     |
| 1997 | 熱門音樂大賽                           | 亞軍           |
| 1997 | 熱門音樂大賽                           | 最佳創作       |
| 2009 | 英國暢銷搖滾雜誌Terrorizer年度讀者票選 | 全球主唱第三名 |
| 2009 | 第四屆西藏音樂獎                       | 最佳國際藝人獎 |
| 2016 | 英國金神獎                             | 獲獎           |

## 選舉紀錄
| 年度 | 選舉屆數           | 選舉區           | 所屬政黨 | 得票數 | 得票率 | 當選標記            | 備註 |
| ---- | ------------------ | ---------------- | -------- | ------ | ------ | ------------------- | ---- |
| 2016 | 第九屆立法委員選舉 | 臺北市第五選舉區 | 時代力量 | 82,650 | 49.52% |                     |      |
| 2020 | 第十屆立法委員選舉 | 臺北市第五選舉區 | 時代力量 | 81,853 | 44.91% | 2023年退出 時代力量 |      |

## 外部連結
- 林昶佐Freddy Lim的Facebook專頁
- YouTube上的林昶佐FreddyLim頻道
- Freddy 林昶佐的Instagram帳戶
- Freddy 林昶佐的Threads

| 中華民國政府職務 | 中華民國政府職務               | 中華民國政府職務 |
| ---------------- | ------------------------------ | ---------------- |
| 前任： 張秀禎    | 中華民國駐芬蘭代表 2025年7月－ | 繼任： 現任      |